# Dan Charles
Dan Charles (Phoenix, 24 de setembro de 1985) é um profissional americano de MMA, que atualmente compete na divisão Peso Pesado do Bellator MMA.

## Background
Nascido e criado em Phoenix, Arizona, Charles era um atleta de três desportos na escola, que eram o wrestling, futebol e baseball, ganhando o High School All-American em cada um deles. Charles continuou brevemente sua carreira no futebol na faculdade em Scottsdale Community College, antes de ser introduzido para o MMA por seu irmão.

## Carreira no MMA

### Início de carreira
Charles teve sua primeira luta de MMA amador em 2011, e foi nocauteado a 15 segundos do primeiro round. Mas, recuperou-se, ganhando na sua estréia profissional (três meses depois), e compilando um registro profissional de 7-0, antes de ser contratado pelo Bellator MMA.

### Bellator MMA
Charles fez sua estréia no Bellator no Bellator 100, em 20 de setembro de 2013, contra o profissional kickboxer Siala-Mou Siliga, também conhecido como Mighty Mo. Charles perdeu por TKO no terceiro round.
Charles fez sua próxima aparição no Bellator no Bellator 126, em 26 de setembro de 2014, contra Stuart Austin. Charles ganhou por nocaute no terceiro round.
Charles, então, realizou um confronto contra James Wilson, no Bellator 2014 Monster Energy Cup, em 18 de Outubro de 2014. Charles ganhou por decisão unânime.
Charles enfrentou Bobby Lashley, no Bellator 138, em 19 de junho de 2015, substituindo o lesionado James Thompson em curto prazo.  Ele perdeu a luta por nocaute técnico no segundo round.
Charles retornou e enfrentou Chase Gormley, no Bellator 143, em 25 de setembro de 2015. Ele ganhou a luta por nocaute no segundo round.
Em maio de 2016, Dan voltou a lutar pelo Bellator MMA na edição de número 155, e empatou com o brasileiro Augusto Sakai. 

## Cartel no MMA
| Cartel no MMA   |             |            |
| 19 lutas        | 11 vitórias | 7 derrotas |
| Por nocaute     | 7           | 7          |
| Por finalização | 2           | 0          |
| Por decisão     | 2           | 0          |
| Empates         | 1           | 1          |

| Res.    | Cartel | Oponente         | Método                   | Evento                           | Data       | Round | Tempo | Local                 | Notas |
| ------- | ------ | ---------------- | ------------------------ | -------------------------------- | ---------- | ----- | ----- | --------------------- | ----- |
| Derrota | 11-7-1 | Tony Lopez       | TKO (socos)              | Ringside Unified Fighting 24     | 17/03/2018 | 2     | 1:32  | Flagstaff, Arizona    |       |
| Vitória | 11-6-1 | Tony Lopez       | KO (socos)               | Ringside Unified Fighting 22     | 23/09/2017 | 1     | 1:32  | Maricopa, Arizona     |       |
| Derrota | 10-6-1 | Tony Lopez       | TKO (socos)              | Ringside Unified Fighting 20     | 15/07/2017 | 1     | 2:50  | Flagstaff, Arizona    |       |
| Derrota | 10-5-1 | Mike Kyle        | TKO (socos)              | ACB 51: Silva vs. Torgeson       | 13/01/2017 | 1     | 2:15  | Irvine, Califórnia    |       |
| Derrota | 10-4-1 | Virgil Zwicker   | TKO (joelhadas e socos)  | Bellator 162                     | 21/10/2016 | 2     | 4:31  | Memphis, Tennessee    |       |
| Empate  | 10-3-1 | Augusto Sakai    | Empate majoritário       | Bellator 155                     | 20/05/2016 | 3     | 5:00  | Boise, Idaho          |       |
| Vitória | 10-3   | Chase Gormley    | KO (socos)               | Bellator 143                     | 25/09/2015 | 2     | 4:35  | Hidalgo, Texas        |       |
| Derrota | 9-3    | Bobby Lashley    | TKO (socos)              | Bellator 138                     | 19/06/2015 | 2     | 4:14  | St. Louis, Missouri   |       |
| Vitória | 9-2    | James Wilson     | Decisão (unânime)        | Bellator 2014 Monster Energy Cup | 18/10/2014 | 3     | 5:00  | Whitney, Nevada       |       |
| Vitória | 8-2    | Stuart Austin    | KO (socos)               | Bellator 126                     | 26/09/2014 | 3     | 0:18  | Phoenix, Arizona      |       |
| Derrota | 7-2    | Dale Sopi        | TKO (socos)              | Rage in the Cage 169             | 23/11/2013 | 1     | 0:12  | Chandler, Arizona     |       |
| Derrota | 7-1    | Siala-Mou Siliga | TKO (socos)              | Bellator 100                     | 20/09/2013 | 3     | 1:26  | Phoenix, Arizona      |       |
| Vitória | 7-0    | Adam Smith       | TKO (socos)              | Rage in the Cage 166             | 22/06/2013 | 1     | 1:20  | Chandler, Arizona     |       |
| Vitória | 6-0    | Maurice Greene   | Decisão (unânime)        | Flawless FC 3                    | 18/05/2012 | 3     | 5:00  | Inglewood, California |       |
| Vitória | 5-0    | Alex Moore       | TKO (desistência)        | Rage in the Cage 162             | 29/09/2012 | 1     | 5:00  | Chandler, Arizona     |       |
| Vitória | 4-0    | Kevin Absher     | KO (socos)               | Rage in the Cage 157             | 18/02/2012 | 1     | 0:13  | Chandler, Arizona     |       |
| Vitória | 3-0    | John Maish       | Finalização (guilhotina) | Rage in the Cage 156             | 22/10/2011 | 1     | 0:37  | Chandler, Arizona     |       |
| Vitória | 2-0    | John Maish       | Finalização (keylock)    | Rage in the Cage 154             | 09/09/2011 | 1     | 0:47  | Chandler, Arizona     |       |
| Vitória | 1-0    | Nick Leitermann  | TKO (socos)              | Rage in the Cage 153             | 16/07/2011 | 1     | 1:26  | Chandler, Arizona     |       |